# نخل روغنی آمریکایی
نخل روغنی آمریکایی (نام علمی: Elaeis oleifera) نام یک گونه از تیره نخل است.